# Cologno Nord
Cologno Nord is een metrostation in de Italiaanse gemeente Cologno Monzese dat werd geopend op 7 juni 1981 en wordt bediend door lijn 2 van de metro van Milaan. 

## Geschiedenis
In 1959 werd een plan goedgekeurd om de interlokale tram tussen Milaan en het Addadal buiten de stad op vrije baan te brengen in verband met toenemende hinder van het overige wegverkeer. De oostelijke tak werd tussen 1962 en 1968 gebouwd, de westelijke tak naar Vimercate werd op 9 maart 1970 alleen voor het deel in de gemeente Cologno Monzese goedgekeurd. Destijds werd de mogelijkheid om de sneltrams die van de oosttak zouden verdwijnen in te zetten op de westtak opengehouden. Omwille van ongelijkvloerse kruisingen met het overige verkeer werd besloten de trambaan binnen de bebouwde kom van Cologno op een viaduct te leggen, ten noorden van de bebouwde kom wordt afgedaald naar het maaiveld. Cologno Nord werd aanbesteed als Bettolino maar toen de lijn geopend werd kregen de stations in Cologno de geografische toevoegingen Nord, Centro en Sud. In 1981 was een sneltram niet meer aan de orde en sinds de opening op 7 juni 1981 is er sprake van een metrodienst. Tussen 9 juli 2010 en 18 december 2011 werd het station verbouwd om het geschikt te maken voor gehandicapten. Het € 1,7 miljoen kostende project omvatte het plaatsen van vier liften tussen de verdeelhal en de perrons, respectievelijk de toegangen. Verder werden op het P&R-terrein invalidenparkeerplaatsen gerealiseerd en werden blindengeleide strepen zowel in het station als de omliggende terreinen aangebracht. Het opheffen van de interlokale tram naar Vimercate in 1981 betekende niet dat een verbinding met Vimercate van het verlanglijstje gehaald werd. De gemeenten in Brianza zien nog steeds veel in een aansluiting op het stedelijk net. In 2014 is onderzoek gedaan om de lijn alsnog aan te leggen maar bleken de kosten van € 750 miljoen te hoog voor een rendabele exploitatie zodat dit op de lange baan is geschoven. Het verlengen van de lijn met slechts een station tot Brugherio lijkt meer kans te maken.  

## Ligging en inrichting
De stationshal ligt boven de sporen aan de noordkant van de perrons.  De stationshal is zowel vanaf het P&R terrein aan de oostkant als het interlokale busstation aan de noordwestkant toegankelijk met (rol)trappen en liften. Aan de noordkant van de stationshal staan kaartautomaten en is een kiosk gevestigd. Achter de toegangspoortjes verbinden (rol)trappen de verdeelhal met de perrons. Sinds eind 2011 is het ook mogelijk om boven het middelste spoor de liften tussen stationshal en perrons te nemen. De twee eilandperrons hebben elk een eigen spoor aan de buitenkant terwijl het middelste spoor tussen de beide in ligt. Ten noorden van het station liggen twee kopsporen in het verlengde van de westelijkste sporen van het station. Deze sporen worden nu gebruikt om te keren maar zijn in de toekomst bruikbaar voor de verdere verlenging naar het noorden. In het verlengde van het oostelijke spoor ligt een derde kopspoor met een overloopwissel naar het kleine depot ten noordoosten van het station. Het station ligt buiten de gemeente Milaan en valt daarom onder het buitenstedelijk tarief. Sinds 15 juli 2019 is het door de introductie van het zogeheten STIBM-tariefsysteem wel mogelijk om gewone enkeltjes te gebruiken van en naar Cologno Nord.